# Neotrechus
Neotrechus is een geslacht van kevers uit de familie van de loopkevers (Carabidae). De wetenschappelijke naam van het geslacht is voor het eerst geldig gepubliceerd in 1913 door J. Muller.

## Soorten
Het geslacht Neotrechus omvat de volgende soorten:
- Neotrechus aivicensis Krinsch, 1929
- Neotrechus dalmatinus L. Miller, 1861
- Neotrechus ganglbaueri Padewieth, 1891
- Neotrechus hilfi Reitter, 1903
- Neotrechus lonae J. Muller, 1914
- Neotrechus lupoglavensis Knirsch, 1927
- Neotrechus malissorum J. Muller, 1914
- Neotrechus muharnicensis Knirsch, 1927
- Neotrechus noesskei Apfelbeck, 1908
- Neotrechus oreophilus Knirsch, 1927
- Neotrechus ottonis Reitter, 1905
- Neotrechus paganettii Ganglbauer, 1896
- Neotrechus parvicollis Winkler, 1926
- Neotrechus setniki Reitter, 1904
- Neotrechus silvaticus Winkler, 1926
- Neotrechus speluncarius Reitter, 1916
- Neotrechus striatipennis J. Muller, 1931
- Neotrechus suturalis Schaufuss, 1864
- Neotrechus terrenus Knirsch, 1929
- Neotrechus weiratheri Winkler, 1926